# Cine Gayarre
El Cine Gayarre va ser una sala d'exhibició cinematogràfica inaugurada l'any 1910 i ubicada a la Carretera de Sants/Carrer Gayarre, al barri de Sants de Barcelona. El seu aforament era de 1.016 butaques, les quals més tard es van reduir a 840; estaven repartides entre la platea (610 butaques) i l'amfiteatre (230 butaques).
Tot i acabar sent considerat un dels cinemes més emblemàtics del barri de Sants, en els seus inicis el Gayarre donava servei tant com a sala de projeccions com també sala d'espectacles i varietats, teatre i fins i tot, acontenyiments polítics. De fet, aquesta sala va ser l'escenari del míting de final de campanya d'Esquerra Republicana per a les eleccions municipals d'abril de 1931, les quals van derivar a la Segona República Espanyola i la fugida del rei Alfons XIII. Aquest tipus d'acontenyiments (trobades polítiques, socials, etc) van ser la tònica del Gayarre durant els anys 1930's, i això feia que esdevingués una sala de caràcter proper i s'hi fes vida de barri.
Un cop va finalitzar la Guerra Civil, el Gayarre va passar a mans de l'empresa Las Arenas S.A., que eren també propietaris d'altres cinemes, com ara l'Arenas, Albéniz i Alborada.
En aquesta època, les sales de cinema projectaven les mateixes pel·lícules però en diferent ordre. El mecanisme que es feia servir per fer-ho era que els rotllos de les pel·lícules els transportava un ciclista a les sales que quedaven dins del mateix circuit. D'aquesta manera, en un mateix dia, es veien les mateixes pel·lícules en els diversos cinemes del barri però en ordre diferent. En el cas del barri de Sants, el circuit estava format pel Gayarre, els tres cinemes anteriorment esmentats i també el cine Liceo i el Vallespir.
El cine Gayarre va ser reformat l'any 1955 i va ser ja al 1963 quan es va projectar la superproducció Els Deu Manaments. Quan va morir Franco, el Gayarre va seguir obert durant cinc anys més, tancant el 1980 amb una programació doble: Terminal Island (1973), dirigida per Stephanie Rothman, i El curso en que amamos a Kim Novak (1980), dirigida per Juan José Porto.